# دیوید ولنتاین جاردین بلیک
دیوید ولنتاین جاردین بلیک (انگلیسی: David Blake; ۱۰ نوامبر ۱۸۸۷ – ۶ مارس ۱۹۶۵) فرد نظامی اهل استرالیا بود. وی همچنین برندهٔ جوایزی همچون نشان خدمات برجسته (ارتش آمریکا) شده‌است.